# Acanthocereus castellae
Acanthocereus castellae es una especie de planta suculenta perteneciente al género Acanthocereus, dentro de la familia Cactaceae. Es endémica del suroeste de México y anteriormente se le conocía como Peniocereus castellae.

## Descripción

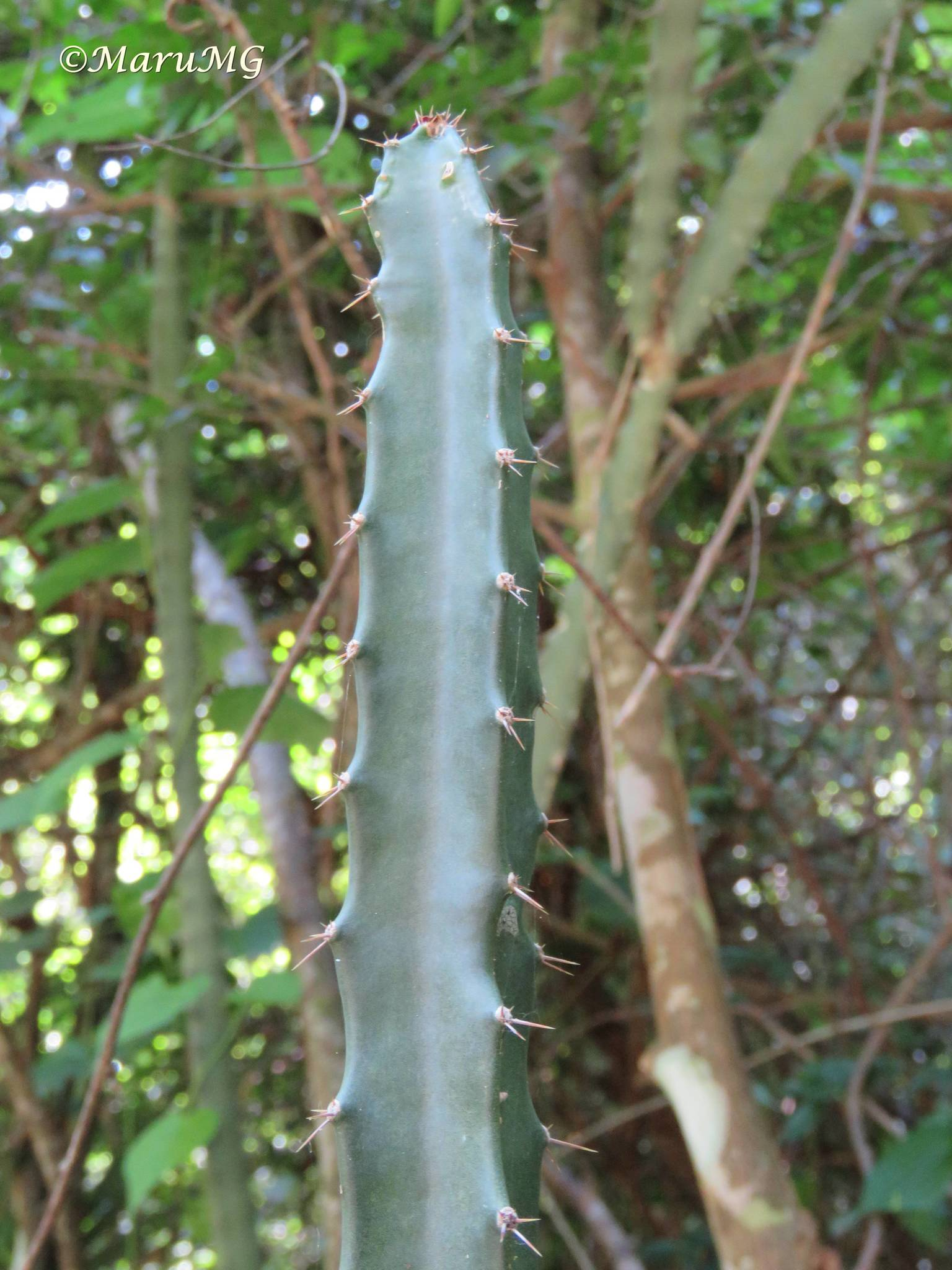
Detalle del tallo

Acanthocereus castellae es una especie de cactus trepador o rastrero de pocas ramas. Los tallos más grandes están doblados y las raíces son parecidas a las de una zanahoria, llegando a medir de 20 a 50 cm de largo y un diámetro de 5 a 15 cm. 
Los tallos son triangulares, de color verde y miden entre 60 y 130 cm de largo, con un diámetro de 2 a 3 cm. Presentan tres costillas carnosas y onduladas, y justo la del medio sobresale de las tres, con cinco espinas centrales rechonchas, rígidas y grisáceas. Las espinas miden de 1 a 2,5 cm de largo, siendo las dos o cuatro espinas marginales cortas y amarillentas, con forma de aguja.
Las flores son blancas y miden hasta 11 cm de largo, con un diámetro de unos 5-7 cm. Son nocturnas y se abren durante la noche, con un fuerte aroma que atrae a polinizadores como murciélagos y polillas.

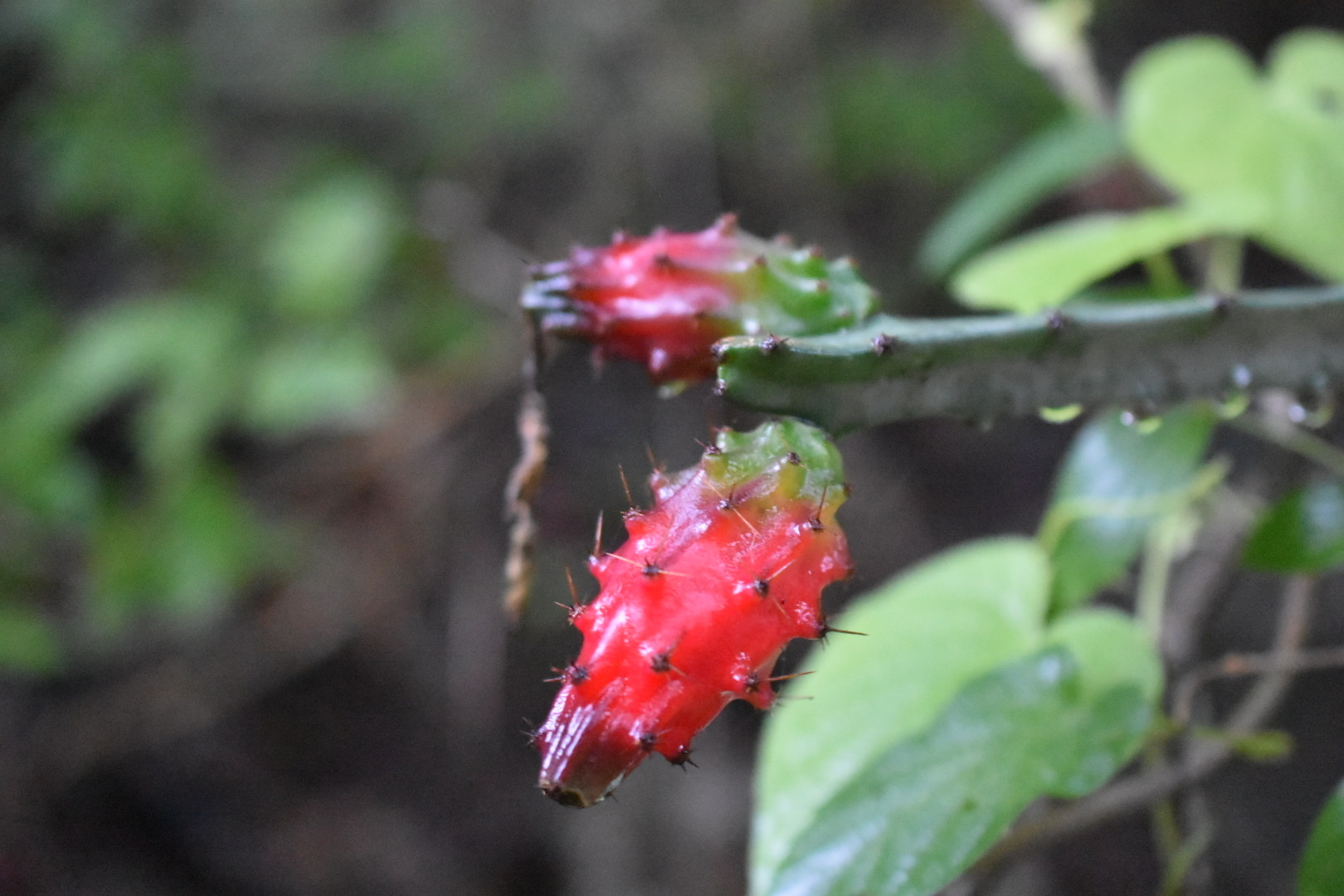
Detalle del fruto

Los frutos miden hasta 4 cm de largo y 2 cm de diámetro, con la pulpa y la piel de color rojo.

## Distribución y hábitat
El área de distribución nativa de esta especie es México (de Jalisco al estado de Guerrero) y crece principalmente en el bioma desértico o de matorral seco.

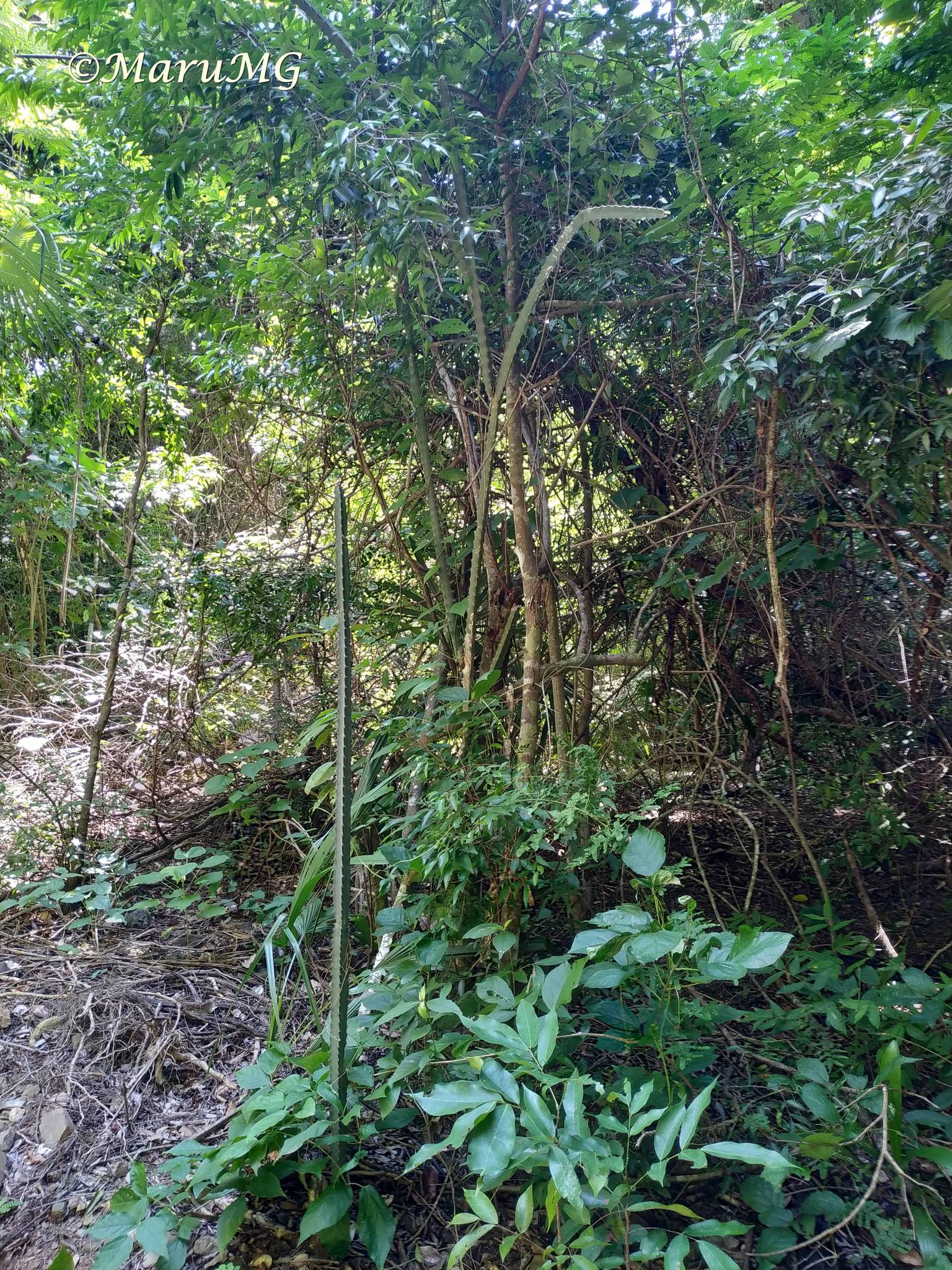
En su hábitat

Es una especie resistente que se adapta bien a los ambientes desérticos. Al igual que otros cactus, sus tallos son capaces de almacenar agua, lo que le permite a la planta sobrevivir durante largos períodos sin lluvias. Las espinas de los tallos ayudan a proteger a la planta de los herbívoros y también le proporcionan sombra, lo que ayuda a reducir la pérdida de agua por evaporación.

## Taxonomía
La primera descripción de esta especie fue como Peniocereus castellae, publicada en 1974 por el botánico mexicano Hernándo Sánchez-Mejorada en la revista científica Cactáceas y Suculentas Mexicanas 19: 12.
Más tarde, el botánico francés Joël Lodé trasladó la especie al género Acanthocereus, por lo que pasó a llamarse Acanthocereus castellae. Registró estos cambios en la revista científica Cactus-Aventures International 98 (Suppl.): 2, publicada en 2013.

Etimología
- Acanthocereus: nombre genérico que deriva de las palabras griegas akantha (que significa 'espinoso') y cereus (que significa 'vela', 'cirio'), haciendo referencia a su forma columnar espinosa.[4]
- castellae: epíteto específico otorgado en honor a Manuel T. Castella, un amante de los cactus mexicano y presidente de la Sociedad Mexicana de Cactología, quien descubrió la especie.[5]

## Estado de conservación
En la Lista Roja de Especies Amenazadas de la UICN, la especie está clasificada como “Vulnerable (VU)”.

## Usos
Se cultiva principalmente como planta ornamental y su propagación se realiza normalmente a través de semillas o esquejes. Las semillas deben sembrarse en una mezcla de tierra con buen drenaje y mantenerse cálidas y húmedas hasta que germinen. Los esquejes deben tomarse durante la temporada de crecimiento y dejarse secar durante varios días antes de plantarlos en una mezcla de tierra con buen drenaje.